# Kalasapura, Chikmagalur
Kalasapura là một làng thuộc tehsil Chikmagalur, huyện Chikmagalur, bang Karnataka, Ấn Độ.